# Aeroporto di Varese-Venegono
L'Aeroporto di Varese-Venegono (IATA: QVA, ICAO: LILN) è un aeroporto italiano posto nel comune di Venegono Inferiore. Situato a 10 km Sud-Est di Varese, l'aeroporto è aperto al traffico aereo VFR ed è aperto al traffico militare e civile non commerciale, la stessa pista viene utilizzata da più realtà: Aeroclub Varese (esercente e scuola di volo), Leonardo velivoli e la sezione aerea della Guardia di Finanza di Varese.

## Storia dell'aeroporto

### Origini e periodi di guerra

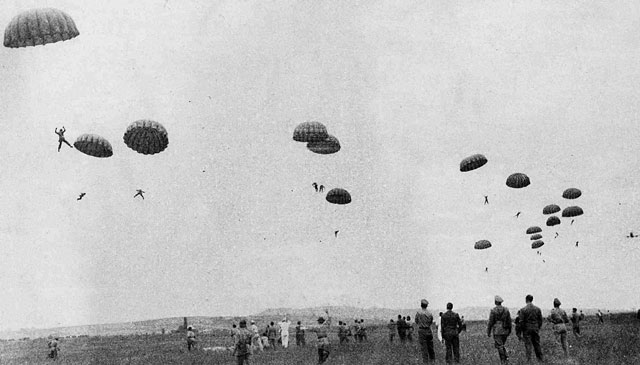
Lanci para su Venegono nel 1943.

L'aeroporto nasce su regio decreto negli anni trenta come "campo di fortuna" per i velivoli militari. Inizialmente l'aeroporto era costituito da una pista e un hangar nel quale alloggiavano alcuni soldati ed ufficiali. Lo sviluppo infrastrutturale dell'aeroporto ebbe luogo durante la seconda guerra mondiale dove l'aeroporto venne utilizzato come sede di squadriglia per la caccia notturna. La 79ª Squadriglia squadriglia era composta da sei Fiat C.R.42 e alcuni caccia Reggiane Re.2001 con lo scopo di difendere il triangolo industriale della Lombardia-Piemonte-Liguria, sempre sul campo venivano addestrati dei paracadutisti e dei piloti militari la scuola militare era stata intitolata a Adriano Mantelli. Dopo l'armistizio del 1943 l'aeroporto venne occupato dai tedeschi e dalla Repubblica Sociale Italiana, divenne sede del Gruppo Aerosiluranti Buscaglia equipaggiato con otto Savoia-Marchetti S.M.79 "Sparviero". Al termine della guerra le operazioni militari sull'aeroporto cessarono, i velivoli utilizzati vennero riposizionati e la scuola per la formazione dei piloti militari venne chiusa.

#### Struttura dell'aeroporto durante la seconda guerra mondiale[1]
L'aeroporto occupava uno spazio di 1465x775 metri, la pista, in asfalto, era lunga 1005 metri (400 metri in meno di quella attuale) orientata N/S. Alle estremità della pista erano presenti delle piazzole per girare e la pista era collegata da cinque vie di rullaggio, inoltre la pista era equipaggiata per gli atterraggi notturni. Erano presenti delle cisterne per il carburante sul perimetro Est e Sud-Est, dove vi era anche la torre di controllo e degli hangar militare. Nell'ottobre del 1944 venne iniziata la demolizione delle strutture, il processo si fermò per motivi bellici e l'aeroporto venne riempito di mine per renderlo inutilizzabile.

### Dopo la seconda guerra mondiale
L'aeroporto si trovava in buone condizioni e venne utilizzato per il volo a vela. Agli inizi degli anni quaranta l'azienda aeronautica costruttrice di velivoli Macchi decise di trasferire una parte della produzione di velivoli da Malpensa a Venegono. L'aeroporto venne così ribattezzato "Arturo Ferrarin" e venne utilizzato principalmente per il collaudo e la revisione dei de Havilland DH.100 Vampire. Il trasferimento completo dell'intera produzione si andrà a concludere negli anni novanta.
Nel 1948 nasce Aeroclub Varese che iniziò ad addestrare numerosi piloti civili commerciali per Alitalia e piloti privati. Durante gli anni cinquanta iniziò la produzione da parte di Aermacchi dell'Aermacchi MB326, il velivolo addestratore che sancì il successo dell'azienda, tutti i voli di collaudo vennero effettuati sull'aeroporto di Venegono e questo portò a un miglioramento della pista e delle strutture dell'azienda.
Nel 1988 si trasferì sull'aeroporto la sezione aera della Guardia di Finanza di Varese, inizialmente occupò lo stabilimento precedentemente occupato dalla scuola militare e nel 2001 si spostò nella struttura attuale ad Est della pista.

## Utilizzo
L'aeroporto viene utilizzato contemporaneamente da Leonardo (divisione velivoli e elicotteri), Aeroclub Varese e la sezione aerea della Guardia di Finanza. La maggior parte del traffico che vi opera è costituito dai velivoli dell'Aeroclub Varese.

### Leonardo divisione Velivoli

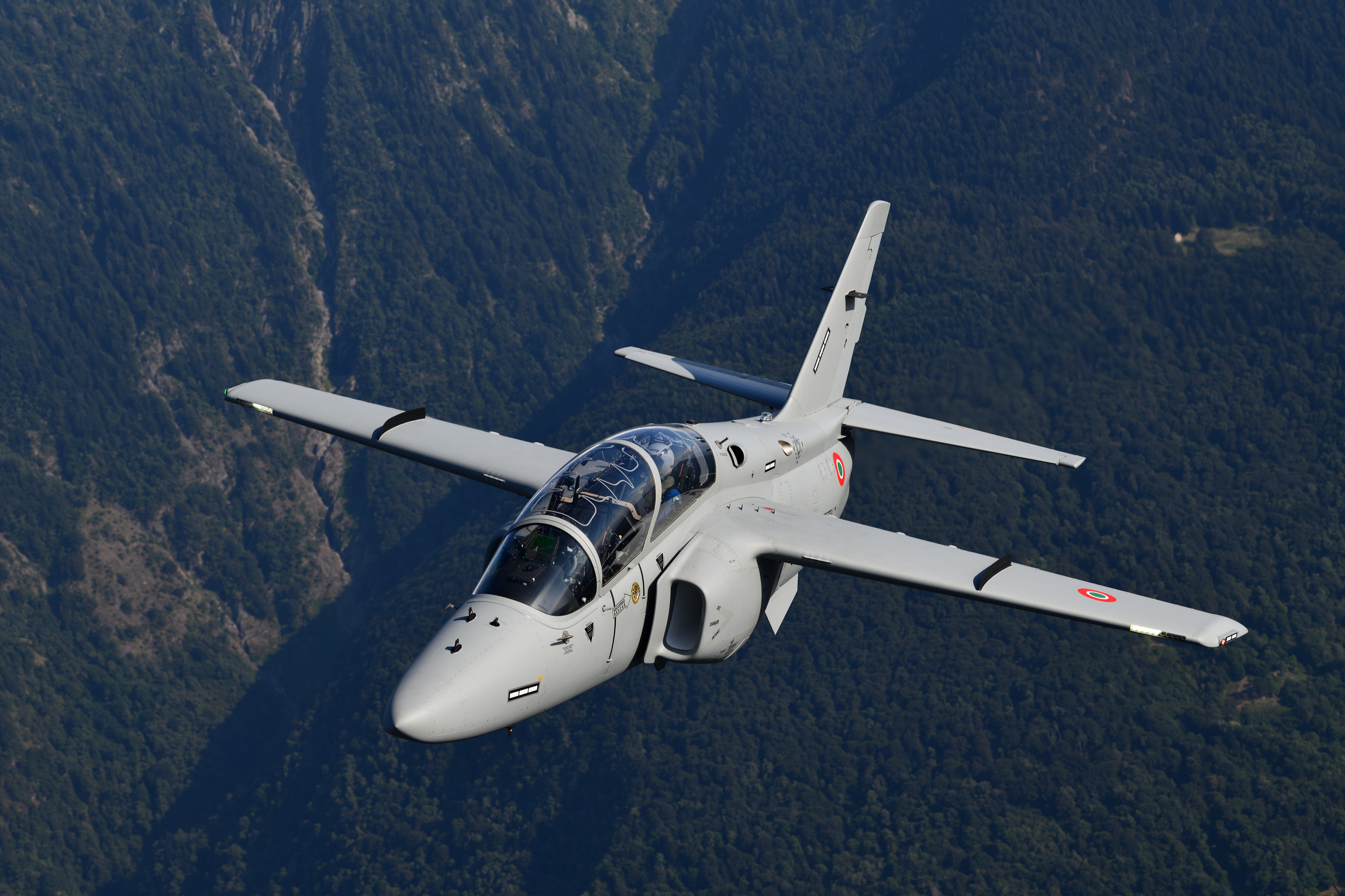
M345 prodotto da Leonardo.

Nel 2016 l'Aermacchi venne rinominata Leonardo. Quella presente a Venegono divenne Leonardo divisione Velivoli, oltre alla revisione di alcuni velivoli militari l'azienda si occupa della produzione e collaudo di Aermacchi M345 e Aermacchi M346. L'azienda occupa buona parte del sedime aeroportuale ed è situata ad Ovest della pista. La divisione Elicotteri, con sede a Vergiate, utilizza l'aeroporto di Venegono per il collaudo degli apparati radio di bordo dei nuovi elicotteri.

### Aeroclub Varese
La scuola di volo utilizza l'aeroporto come base principale per l'addestramento e la manutenzione dei propri velivoli. La flotta è composta da 16 velivoli diversificati tra Piper e Cessna, oltre a due simulatori di volo certificati. L'aeroclub occupa la parte sud-est dell'aeroporto.

### Sezione aerea Guardia di Finanza
Prima conosciuta come "Reparto volo della Guardia di Finanza", nel 2012 prende il nome di sezione aerea della Guardia di Finanza di Varese ed è situata a Nord-Est del campo, opera esclusivamente con elicotteri. L’attuale struttura della Sezione Aerea è costituita da un Ufficiale superiore che detiene il comando del Reparto; da esso dipende un organico composto da circa 40 militari, suddivisi da un Nucleo Operativo, da un Nucleo efficienza ed infine da una Squadra Comando. La sede è in grado di addestrare i piloti e fare manutenzione agli elicotteri. Il compito principale è quello dell'esplorazione aerea, il trasporto e il concorso in operazioni di ricerca e soccorso. La circoscrizione di servizio comprende la Lombardia, il Piemonte e la Valle d’Aosta, sono escluse le provincie di Asti ed Alessandria, la superficie totale del territorio coperto è di 52.404 kmq, la linea di confine da tutelare è di 1.237 km di cui 780 km calcolata come Extra Unione Europea (Svizzera).

## Dati tecnici[4]

### Classificazione e orari di attività
L'aeroporto è classificato come militare aperto al traffico civile non commerciale. Qualsiasi operazione di traffici esterni deve essere concordata con l'esercente. L'aeroporto è aperto secondo le effemeridi locali dall'alba al tramonto.

### Spazio Aereo
L'aeroporto non è controllato, ha una propria ATZ di classe "G" ed è ubicato all'interno di una zona regolamenta (LI R-81). L'ATZ ha una forma cilindrica con il limite superiore fissato a 2500 piedi e di raggio 1.2 NM. Il servizio radio è fornito da Leonardo Velivoli e Aeroclub Varese. Con l'introduzione del ciclo AIRAC 2306 sono stati istituiti nuovi punti di riporto per l'ingresso/uscita dei velivoli dell'ATZ: il paese di Malnate, lo svincolo dell'autostrada A8 di Azzate, il paese di Binago, il paese di Appiano Gentile (Nord) e il paese di Mozzate. Sempre con il nuovo AIRAC è stato proibito il sorvolo di Tradate.

### Zona regolamentata (LI-R81)
Elevata fino a 1500 piedi (2500 piedi sull'altimetro), la zona rimane attiva dal Lunedì al Venerdì dall’alba al tramonto; il Sabato in orario 0700/z-1400/z (0600/z-1300/z). Non attiva, invece, nei giorni festivi. Al suo interno è proibito il traffico VFR civile, ad eccezione dei velivoli dell'Aeroclub Varese e di interesse Leonardo Company.

### Pista
La pista, in asfalto, è orientata 35/17 (QFU 353°/173°) è lunga 1422 e larga 40 metri. La pista preferenziale per le operazioni è la 35, questa, fino a giugno del 2023 era dotata anche di un sistema ILS il cui utilizzo era limitato solo ed esclusivamente agli aeromobili della Leonardo, il sistema è stato dismesso con il ciclo AIRAC 2306. L'elevazione della pista 35 è 1068 piedi.

### Attività di circuito e restrizioni locali
II circuito di traffico è costruito ad ovest del campo alle seguenti quote:
- I velivoli a getto non al di sopra di 2500 ft QNH/1400 ft AGL
- I velivoli convenzionali ed elicotteri non al di sopra di 2000 ft QNH/ 900 ft AGL

Sono in vigore le seguenti restrizioni:
- Le operazioni devono essere coordinate con l’Aeroclub Varese per gli aeromobili civili e con Leonardo Company per gli aeromobili militari e civili di interesse Leonardo Company;
- Le attività locali sono permesse solo dopo il “briefing” sulle procedure locali;
- In caso di indisponibilità dell’apparato DME ‘MMP’, o in caso di simultanea indisponibilità del VOR ‘MMP’ e del NDB ‘MMP’, l’attività sarà sospesa dal gestore aeroportuale.
- Agli aeromobili diretti a Venegono è fatto obbligo di riportare a Venegono radio o in assenza del servizio con chiamate all’aria prima di interessare la LI-R81 e l’ATZ di VARESE/Venegono e di proseguire secondo quanto previsto poco sopra.
- Tutti i voli del Leonardo Company e di Stato avranno la precedenza su altro traffico;
- Non potranno operare più di quattro aeromobili in circuito e dovranno dichiarare di essere in vista l’uno dell’altro;
- Ogni altro traffico non appartenente all’ Aeroclub di Varese e in attività addestrativa sul campo dovrà, preventivamente, coordinare orari e modalità con lo stesso Aeroclub;
- I piloti dovranno mantenersi in continuo ascolto sulla frequenza di Venegono radio, trasmettendo il riporto sulle posizioni critiche in circuito: inizio sottovento, sottovento, virata base, finale, nonché i riporti sulle posizioni critiche sull’area di manovra posizione attesa, decollo e eventuale contro pista.

### Comunicazioni
Il canale 128.555 MHz è assegnato per esigenze dell’Aviazione Generale, di Leonardo Company e per l’Aeroclub di Varese. Tale canale non deve essere usato per scopi ATS.